# Dombeya sevathianii
Dombeya sevathianii är en malvaväxtart som beskrevs av Le Péchon och Baider. Dombeya sevathianii ingår i släktet Dombeya och familjen malvaväxter. Inga underarter finns listade i Catalogue of Life.